# Bettina Belitz
Bettina Belitz (* 21. September 1973 in Heidelberg) ist eine deutsche Jugendbuchautorin und Journalistin.

## Werdegang
Bettina Belitz begann bereits mit zwölf Jahren zu schreiben. Nach dem Abschluss der Studien der Geschichte, Literatur- und Medienwissenschaft arbeitete sie von 1993 bis 2005 als Redakteurin und ab 2005 als freie Journalistin, unter anderem für Die Rheinpfalz. Das Schreiben machte sie 2008 zu ihrem Beruf, nachdem ihre Agentin in Bettina Belitz’ Blog vorgestellte Auszüge der Bücher entdeckt hatte.
Bettina Belitz hat einen Sohn und lebt seit 2007 in einem Dorf im Westerwald.

## Werke
- Mit uns der Wind. Script 5, Bindlach 2015, ISBN 978-3-8390-0160-8.
- Splitterherz. Script 5, Bindlach 2010, ISBN 978-3-8390-0105-9 (auch als Hörbuch; Hörverlag, München 2010)
- Scherbenmond. (2. Teil) Script 5, Bindlach 2011, ISBN 978-3-8390-0122-6.
- Dornenkuss. (3. Teil) Script 5, Bindlach 2011, ISBN 978-3-8390-0123-3.
- Linna singt. Script 5, Bindlach 2012, ISBN 978-3-8390-0139-4.
- Vor uns die Nacht. Script 5, Bindlach 2014, ISBN 978-3-8390-0159-2.
- Sturmsommer. Thienemann, Stuttgart 2010, ISBN 978-3-522-20069-1.
- Freihändig. Thienemann, Stuttgart 2010, ISBN 978-3-522-20106-3.
- Fiona Spiona. Band 1: Falsch gedacht, Herr Katzendieb! Loewe, Bindlach 2010, ISBN 978-3-7855-6949-8.
- Fiona Spiona. Band 2: Ein Hering mit fiesen Gedanken. Loewe, Bindlach 2010, ISBN 978-3-7855-6913-9.
- Fiona Spiona. Band 3: Ein Popo geistert umher. Loewe, Bindlach 2010, ISBN 978-3-7855-6986-3.
- Fiona Spiona. Band 4: Kapitän Feinripp geht baden. Loewe, Bindlach 2010, ISBN 978-3-7855-6987-0.
- Fiona Spiona. Band 5: Angriff der Rollmöpse. Loewe, Bindlach 2011, ISBN 978-3-7855-6270-3.
- Fiona Spiona. Band 6: 8 Weihnachtsmänner sind einer zu viel. Loewe, Bindlach 2011, ISBN 978-3-7855-7188-0.
- Luzie & Leander. Band 1: Verflucht himmlisch. Loewe, Bindlach 2010, ISBN 978-3-7855-7191-0.
- Luzie & Leander. Band 2: Verdammt feurig. Loewe, Bindlach 2010, ISBN 978-3-7855-7192-7.
- Luzie & Leander. Band 3: Verzwickt chaotisch. Loewe, Bindlach 2011, ISBN 978-3-7855-7264-1.
- Luzie & Leander. Band 4: Verblüffend stürmisch. Loewe, Bindlach 2011, ISBN 978-3-7855-7265-8.
- Luzie & Leander. Band 5: Verwünscht gefährlich. Loewe, Bindlach 2012, ISBN 978-3-7855-7073-9.
- Luzie & Leander. Band 6: Verboten tapfer. Loewe, Bindlach 2012, ISBN 978-3-7855-7391-4.
- Luzie & Leander. Band 7: Verdächtig clever. Loewe, Bindlach 2013, ISBN 978-3-7855-7392-1.
- Luzie & Leander. Band 8: Verflixt romantisch. Loewe, Bindlach 2014, ISBN 978-3-7855-7393-8.
- Amuria – Der Himmel unter der Erde. Edel Kids Books, 2019, ISBN 978-3-96129-119-9.